# Беларусь на «Детском Евровидении — 2004»
Беларусь участвовала в «Детском Евровидении — 2004», проходившем в Лиллехаммере, Норвегия, 20 ноября 2004 года. На конкурсе страну представил Егор Волчёк с песней «Спявайце са мною», выступивший десятым. Он занял четырнадцатое место, набрав 9 баллов.

## Национальный отбор
Из 34 отосланных заявок, были выбраны 9 для национального отбора, который прошёл 21 сентября 2004 года. Победитель был определён телеголосованием.
| Песня для Евровидения — 21 сентября 2004 | Песня для Евровидения — 21 сентября 2004 | Песня для Евровидения — 21 сентября 2004 | Песня для Евровидения — 21 сентября 2004 |
| №                                        | Артист                                   | Песня                                    | Место                                    |
| ---------------------------------------- | ---------------------------------------- | ---------------------------------------- | ---------------------------------------- |
| 01                                       | Александра Захарик                       | «Дзіўны вечар»                           | —                                        |
| 02                                       | Виктория Подвербная                      | «Будзем сябраваць»                       | —                                        |
| 03                                       | Егор Завацкий                            | «Беларусь мая»                           | —                                        |
| 04                                       | Галина Клабукова                         | «Потанцуй!»                              | 3                                        |
| 05                                       | Юлия Воробей                             | «Розовые очки»                           | —                                        |
| 06                                       | Алла Надточева                           | «Звёздный карнавал»                      | —                                        |
| 07                                       | Екатерина Левчик                         | «Я люблю этот мир»                       | —                                        |
| 08                                       | Ирина Кулагина                           | «Зачем?»                                 | 2                                        |
| 09                                       | Егор Волчёк                              | «Спявайце са мною»                       | 1                                        |

## На «Детском Евровидении»
Финал конкурса транслировал телеканал Беларусь 1, комментатором которого был Алесь Кругляков, а результаты голосования от Беларуси объявляла Дарья. Егор Волчёк выступил под десятым номером после Кипра и перед Хорватией, и занял четырнадцатое место, набрав 9 баллов.

## Голосование[5]
| Баллы     | Страна        |
| --------- | ------------- |
| 12 баллов |               |
| 10 баллов |               |
| 8 баллов  |               |
| 7 баллов  |               |
| 6 баллов  |               |
| 5 баллов  |               |
| 4 балла   | Румыния       |
| 3 балла   | Польша        |
| 2 балла   |               |
| 1 балл    | Греция Латвия |

| Баллы     | Страна         |
| --------- | -------------- |
| 12 баллов | Румыния        |
| 10 баллов | Великобритания |
| 8 баллов  | Хорватия       |
| 7 баллов  | Испания        |
| 6 баллов  | Франция        |
| 5 баллов  | Дания          |
| 4 балла   | Кипр           |
| 3 балла   | Нидерланды     |
| 2 балла   | Бельгия        |
| 1 балл    | Польша         |